# Almelo Verdiept

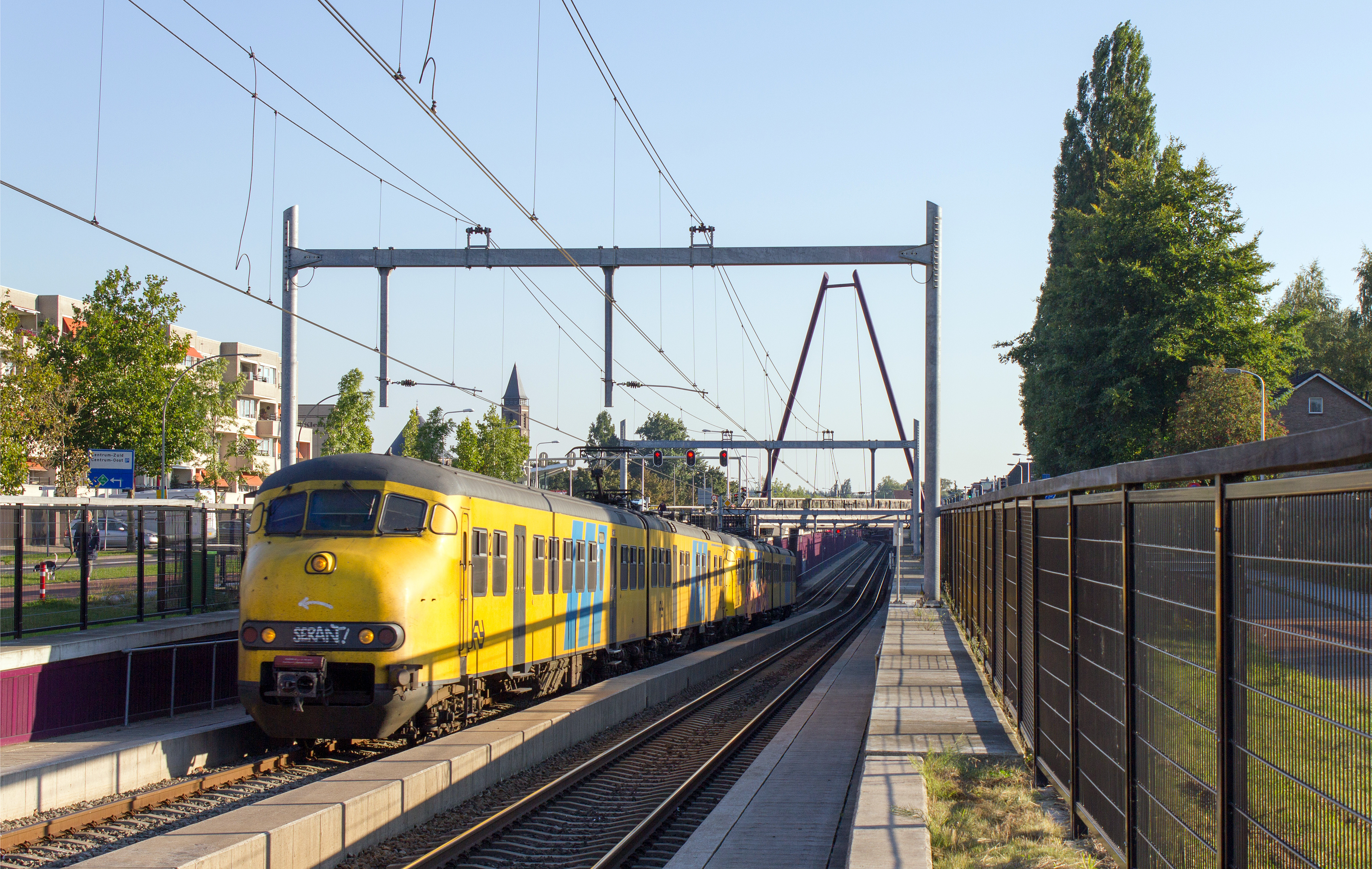
Een sprinter verlaat de verdieping in de richting van station Almelo (2013).

Almelo Verdiept is de verdiepte spoorbaan op de lijn Almelo - Hengelo - Salzbergen. Het betreft het spoor tussen station Almelo en station Almelo de Riet, een traject van ongeveer 1 kilometer lang. Almelo Verdiept werd van 2006 tot eind 2009 aangelegd in opdracht van ProRail en de gemeente Almelo. Over de verdiepte spoorbaan werden twee viaducten gebouwd, waarmee twee drukke overwegen (Schoolstraat en de Nieuwstraat), waar vaak ongevallen gebeurden, vervangen werden door ongelijkvloerse kruisingen. De spoorlijn sneed de stad al sinds 1865 doormidden.

## Planning
De voorbereidingen voor de bouw startten in februari 2006. Kabels, leidingen en riolering werden omgelegd. Volgens planning reden uiteindelijk op 2 juni 2009, precies zoals gepland, de eerste treinen over het verdiepte spoor. Het project werd in oktober 2009 afgerond en feestelijk geopend, met een concert door Ilse de Lange.

## Hulpspoor
Om tijdens de bouw van het verdiepte spoor de continuïteit van het treinverkeer te garanderen werd parallel aan het tracé een enkel hulpspoor aangelegd. Het aansluiten van het hulpspoor op het bestaande spoorwegnet zou oorspronkelijk één weekend in beslag nemen, maar een fout bij het aansluiten van het beveiligingssysteem zorgde ervoor dat er wekenlang geen treinverkeer mogelijk is geweest tussen station Almelo en station Hengelo.
Er waren problemen met de beveiliging. Het hulpspoor werd aanvankelijk alleen door de internationale trein van en naar Berlijn gebruikt. De binnenlandse dienst werd enkele weken met bussen uitgevoerd. Halverwege april 2007 waren de problemen verholpen en kon het hulpspoor volledig in gebruik worden genomen.
Rond januari 2008 werd op een paar plaatsen begonnen met het afgraven van grond. Voor die tijd moesten eerst de wanden van de verdiepte bak worden geplaatst. Ook dat gaf problemen, onder andere door een onverwachte rioolbuis.

## Gevolgen
Tijdens de bouw van het verdiepte spoor kwamen twee personen om het leven door een aanrijding met een trein op de tijdelijke overweg. In beide gevallen ging het om mensen die tussen de gesloten spoorbomen doorreden.